# Ледяной дом (роман)
«Ледяной дом» — исторический роман Ивана Ивановича Лажечникова, опубликованный в августе 1835 года.

## История создания
В 1831 году И. Лажечников вернулся на государственную службу и был назначен директором училищ Тверской губернии. На этой должности он напечатал частями в 1831—1833 годах свой первый роман «Последний Новик», имевший успех у публики. В развитие этого успеха писатель начал второй роман, посвящённый царствованию Анны Иоанновны. Ввиду малой известности эпохи у современников, Лажечников провёл большую работу как историк, изучал документы того времени. По-видимому, на него воздействовали идеи Вальтера Скотта: историю следует показывать «домашним образом»; в центре повествования всегда занимательный сюжет и история любви, большую роль играют вымышленные персонажи.
В 1858 году Александр Дюма (отец), будучи в путешествии по России, перевёл роман на французский язык.

## Содержание
Действие происходит в конце 1739 — начале 1740 года в Петербурге. Кабинет-министр Артемий Петрович Волынской, будучи женатым, взаимно влюблён в молдаванскую княжну Мариорицу Лелемико, любимицу государыни Анны Иоанновны и дочь цыганки (о чем никому не известно). Одновременно он борется с всесильным фаворитом и возлюбленным императрицы Эрнстом Иоганном Бироном. Однако интриги, перемены в положении и удары судьбы губят сначала Мариорицу, затем её мать — цыганку Мариулу, а после и Волынского. Жена его, беременная Наталья Андреевна, рожает сына уже после смерти мужа и приходит из ссылки обратно в Петербург. Ледяной дом рухнул, а уцелевшие льдины жители развезли по погребам.

## Литературные особенности
Согласно Л. В. Проскурниной, эволюция жанра романа в русской литературе соответствует общим тенденциям развития европейской литературы первой половины XIX века. Тенденция такова — последовательное развитие и сосуществование разных литературных стилей и направлений: от предромантизма к романтизму, далее — критическому реализму и их переходным формам.
По мнению Л. В. Проскурниной при выборе тематики и её решении в романе на И. Лажечникова оказала влияние как романтическая драматургия, так и готический роман; отчасти опосредованно, через формы, усвоившие «эстетику ужасного», оссианические и радклиффианские традиции, — свидетельства русской предромантической прозы. Целый ряд эпизодов построен по драматическому образцу, можно говорить о театрализации реальности. Это оформление художественной речи в виде реплик, высказываний по ролям, уменьшение в драматизированных частях повествования доли авторской речи, присутствие в тексте ремарок («задумавшись», «выступая вперед», «оглядываясь» и т. п.), предварение каждой реплики именем действующего лица или указание на говорящего. В ряде эпизодов романа «Ледяной дом» можно заметить также элементы карнавала, которые выполняют композиционную функцию.
Система персонажей в романе «Ледяной дом» определена особенностями позднего романтизма, где выделяется группа героев, олицетворяющих зло (Бирон, Гроснот и др.), вторая группа — воплощение добра и красоты (Мариорица). Обуреваемый страстями и противоречиями Волынский находится посередине. Изображение исторических персонажей, а особенно поэта В. К. Тредиаковского, вызвало ожесточённые споры среди современников. Спор коснулся и изображения Волынского и Бирона. Современники, включая А. С. Пушкина, заметили в облике Волынского известную модернизацию. Он дан целиком в романтическом ключе, что раскрывается в любовных сценах. В результате образ получился лишённым последовательности — то пылким патриотом, которого погубила немецкая партия, то (в следующей же главе) — пылким любовником, которого не интересует ничего, кроме предмета его устремлений. Лажечников пошёл и на прямое искажение исторической реальности — в описываемое время Волынский был вдовцом.
«Автор сделал своего Волынского пламенным патриотом, яростным врагом немца Бирона и партии чужеземцев, рыцарем без страха и упрека, человеком честным и глубоко нравственным. Даже извинительная в романтическом герое пылкая страсть не умаляет его прекрасных человеческих качеств. Вокруг него группируются его благородные друзья, чьи подлинные имена скрыты под красноречивыми вымышленными: Перокин (П. Еропкин), Сумин-Купшин (П. Мусин-Пушкин), Щурхов (А. Хрущов). Они все добры, умны, образованны, преданы Волынскому и, главное, такие же пламенные патриоты, как и он, готовые пожертвовать жизнью ради блага отечества, то есть низвержения Бирона».
А. С. Пушкина категорически не устроила героическая трактовка Волынского, так же как и однозначно негативный образ Бирона, в котором поэт отметил «великий ум и великие таланты». Особенно жёсткая полемика возникла между Пушкиным и Лажечниковым из-за изображения Тредиаковского. Лажечников внёс лепту в формирование мифа, в котором Тредиаковский, противопоставленный гению Ломоносова, играл жалкую роль бездарного стихоплёта. В изображении Лажечникова Тредиаковский представал педантом, лишённым вдохновения и обуреваемым чрезмерным корыстолюбием; ничтожной бездарностью, имевшей о себе слишком высокое мнение. В главе VI содержится ключевой эпизод для характеристики Тредиаковского, в котором слова Петра I переданы следующим образом: «О! этот малой труженик: он мастером никогда не будет». Поскольку Лажечникову не были известны подробности избиения Тредиаковского перед шутовской свадьбой (эти материалы были опубликованы в 1842—1845 годах), данного эпизода нет в романе; романный Тредиаковский из трусости и ради денег готов на любые низости. В первом издании 1835 года был эпизод, в котором Тредиаковский попирал ногами отрубленную голову своего бывшего благодетеля Волынского, но в последующих переизданиях автор изъял его. В своих мемуарах, созданных спустя двадцать лет, Лажечников поместил отдельное рассуждение, следовало ли ему заниматься Тредиаковским. Он заявил, что для установления справедливости надо дать «полный исторический и эстетический разбор всех сочинений» Тредиаковского или «дать покой костям Василия Кирилловича», но ни того, ни другого сделано в то время не было.
В рассмотренной коллизии сказался свойственный Лажечникову однозначный подход к изображению человеческих характеров. Для исторического же романа как художественного текста важна не проблема истинности, а проблема отбора материала для изображения личности.